# Старе Жджари
Старе Жджари (пол. Stare Żdżary) — село в Польщі, у гміні Стара Блотниця Білобжезького повіту Мазовецького воєводства.
Населення — 371 особа (2011).
У 1975-1998 роках село належало до Радомського воєводства.

## Демографія
Демографічна структура станом на 31 березня 2011 року:
|          | Загалом | Допрацездатний вік | Працездатний вік | Постпрацездатний вік |
| -------- | ------- | ------------------ | ---------------- | -------------------- |
| Чоловіки | 176     | 46                 | 121              | 9                    |
| Жінки    | 195     | 50                 | 113              | 32                   |
| Разом    | 371     | 96                 | 234              | 41                   |